# شارع العابد
شارع العابد هوَ شارع رئيسي في مدينة دمشق، مُتفرّع عن ساحة السبع بحرات، فيه مبنى البرلمان السوري ومقهى الروضة ومن أشهر سكّانه الأديب معروف الأرناؤوط، المتوفى سنة 1948. افتُتح الشارع في ثلاثينيات القرن العشرين وتحول مع مرور الزمن من سكني إلى تجاري، فيه العديد من المطاعم وصالات العرض والمتاجر وبائعي الصحف اليومية. وقد سُمّي بالعابد تكريماً للرئيس محمد علي العابد، أول رئيس جمهورية في سورية الذي حكم من عام 1932 و حتى 1936. وفي بعض الأحيان، يشار إليه باسم "شارع البرلمان."